# 顶塔岩
在地質學中，顶塔岩（英語：Cupola(geology)）是指從大型火成岩侵入體（如岩磐）頂部向上突出的塔型部分。它也可能是一個小型火成岩侵入體，但在深處與較大的火成岩侵入體相連。顶塔岩的岩漿房可能在玄武質岩漿體上方經過分化形成的中性岩或長英質岩漿，到達地表后，產生中性岩或長英質熔岩。
顶塔岩的底部一般連接到花崗岩，故多爲長英質。其侵入到圍岩時，帶入大量岩漿熱液。造成圍岩接觸變質，其中交代作用。可使岩石的裂隙中受到熱液滲入，溶解於熱液中的離子就可能與岩石中的礦物結晶反應。造成陽離子的取代。形成多種經濟礦床。